# Muzeul Bardo
Muzeul Național Bardo (arabă المتحف الوطني بباردو; franceză Musée national du Bardo) este un muzeu național din cartierul Bardo, Tunis, Tunisia.
Acesta este unul dintre cele mai importante muzee din bazinul mediteraneean și al doilea muzeu de pe continentul african, după Muzeul Egiptean din Cairo. Acesta documentează istoria Tunisiei pe mai multe milenii și pe mai multe civilizații, printr-o mare varietate de piese arheologice.
Muzeul Bardo din Tunis, găzduit în fostul palat al guvernatorului francez și al beilor Tunisului, este cel mai mare muzeu din Africa și cuprinde cea mai completă colecție de mozaicuri din timpul romanilor. Se mai pot vedea sculpturi, statuete, o frescă, urne funerare, podoabe, obiecte ceramice, etc din perioadele cartagineze, romane, creștine și arab-islamice.
La 18 martie 2015, 24 de persoane au fost ucise într-un atac terorist la muzeu.

## Locație și descriere

Planul muzeului Bardo.

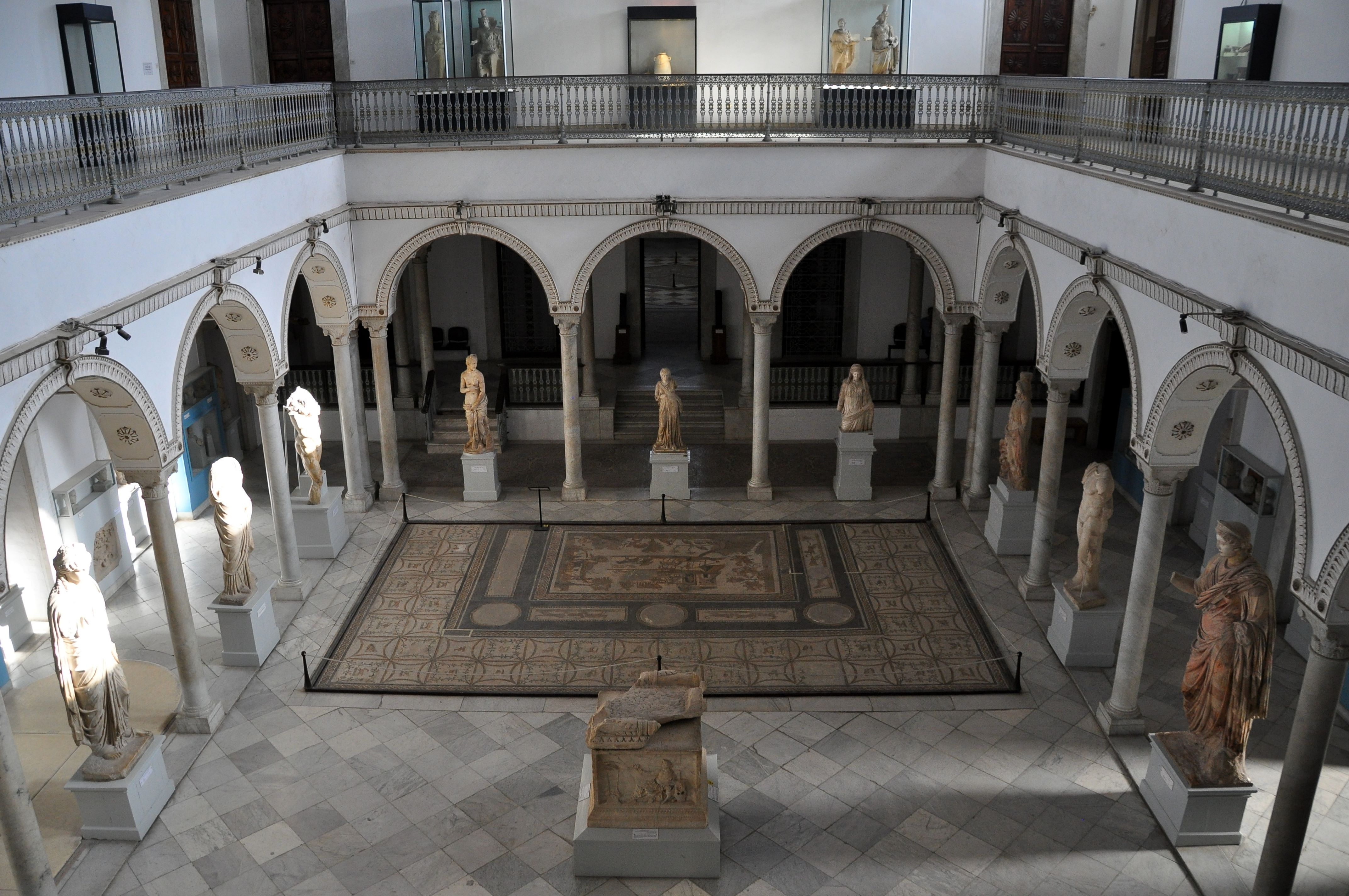
Camera Carthage.

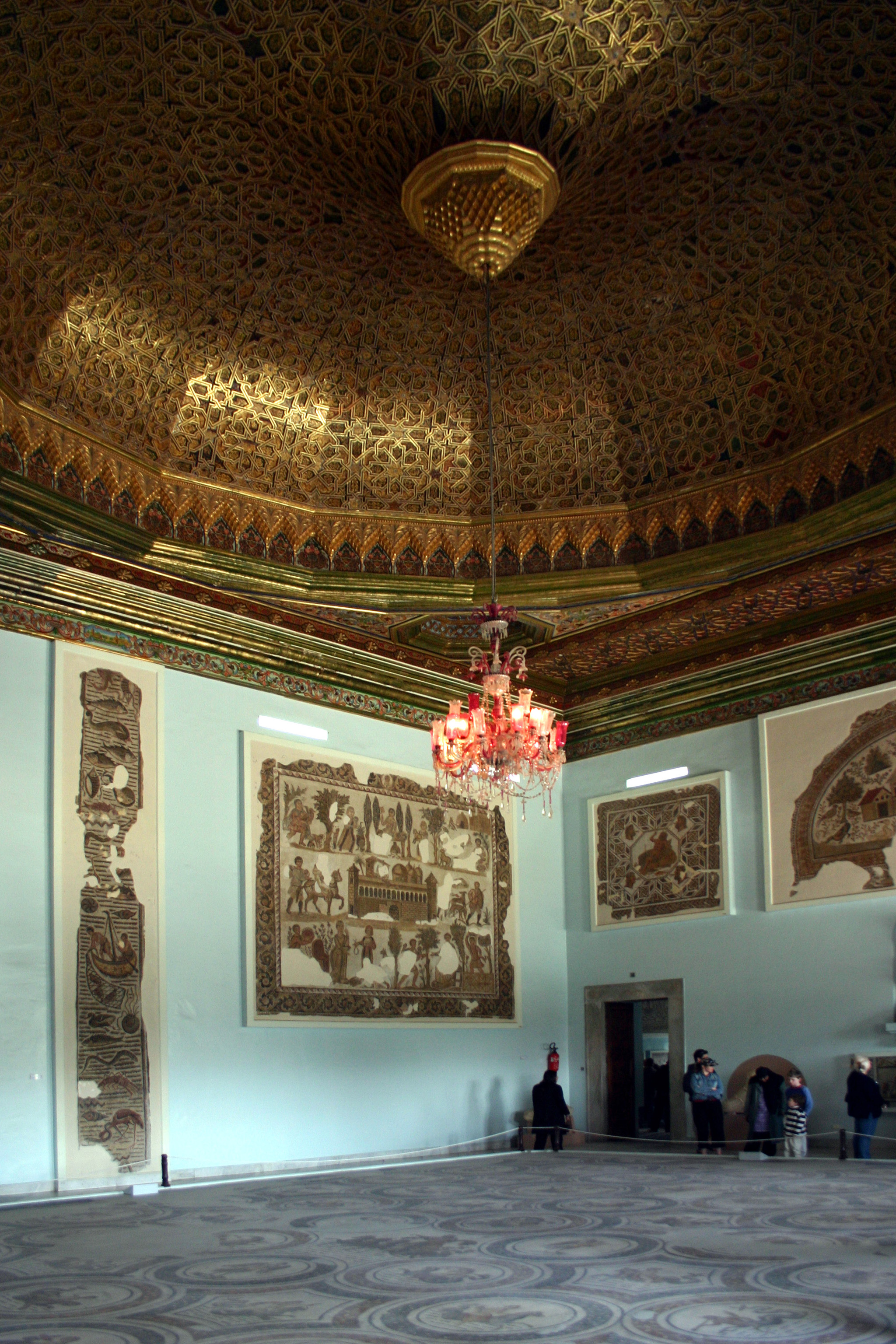
Camera Sousse.

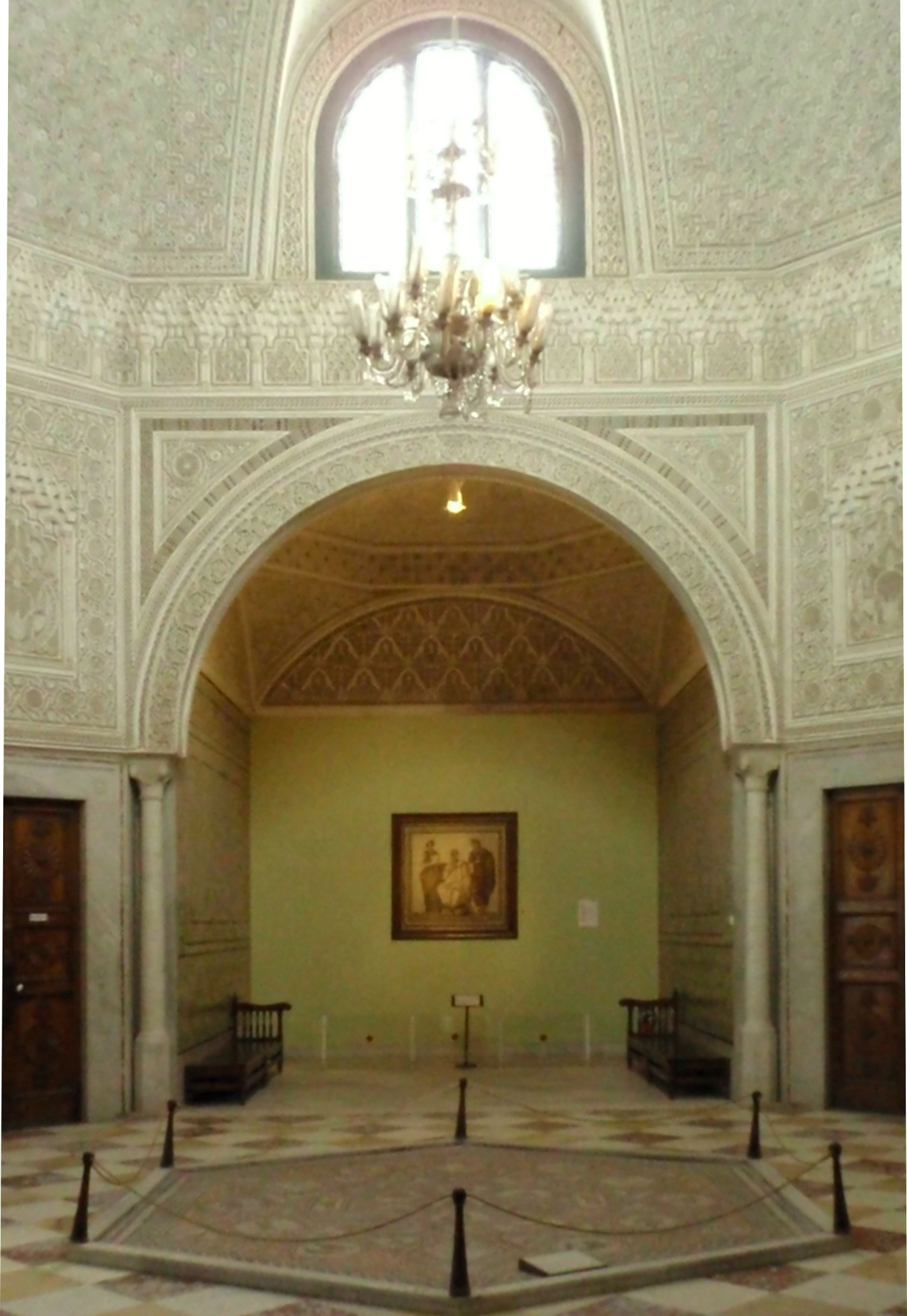
Camera Virgile.

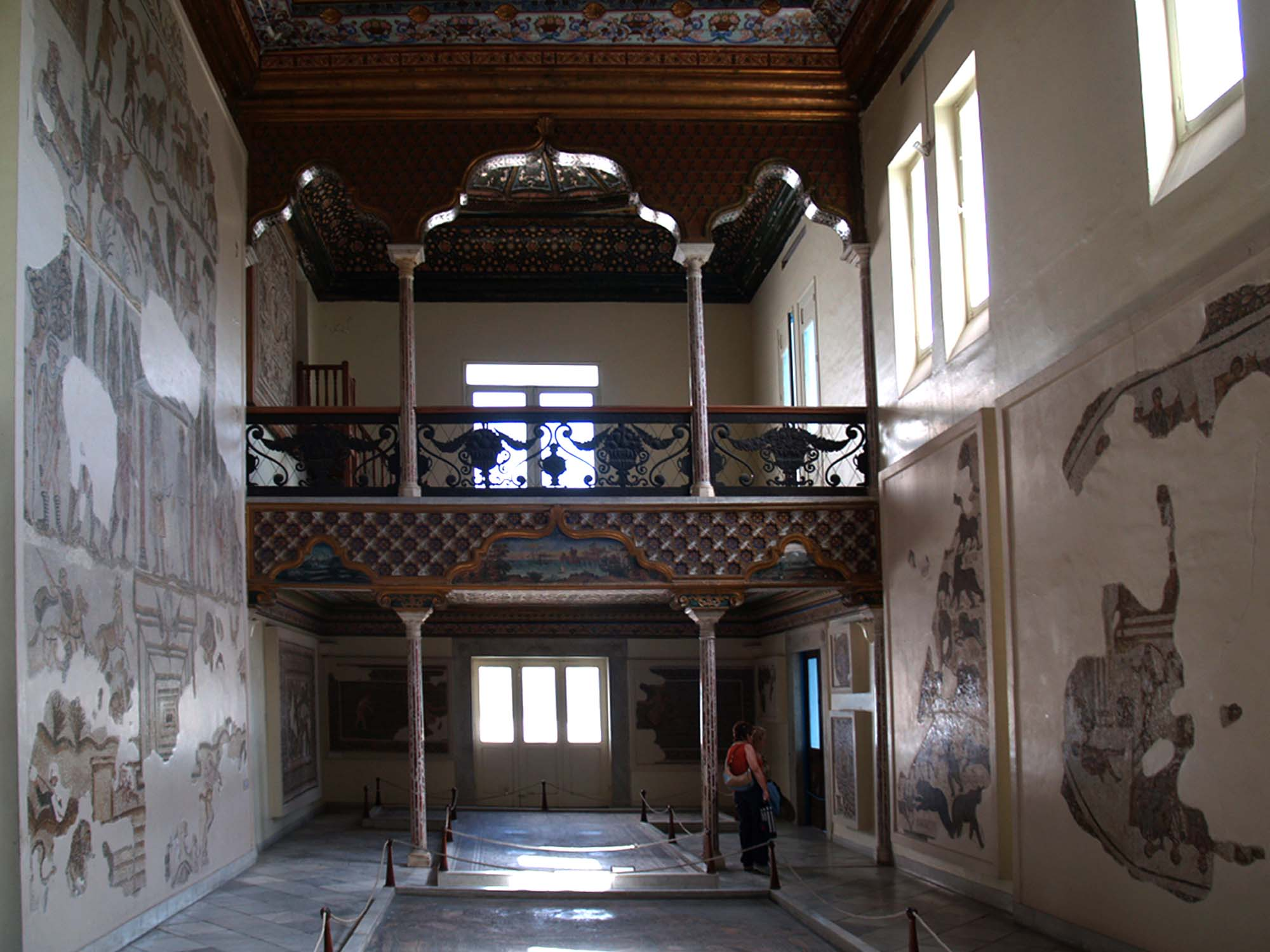
Camera lui Althiburos.

Clădirea Muzeului Național Bardo a fost inițial un palat Hafsid din secolul al XV-lea, situat în suburbiile orașului Tunis. Bardo este unul dintre cele mai importante muzee din bazinul mediteraneean și al doilea ca mărime pe continentul african după Muzeul Egiptean. El urmărește istoria Tunisiei de-a lungul mai multor milenii și prin multe civilizații printr-o mare varietate de piese arheologice.

## Galerie de imagini

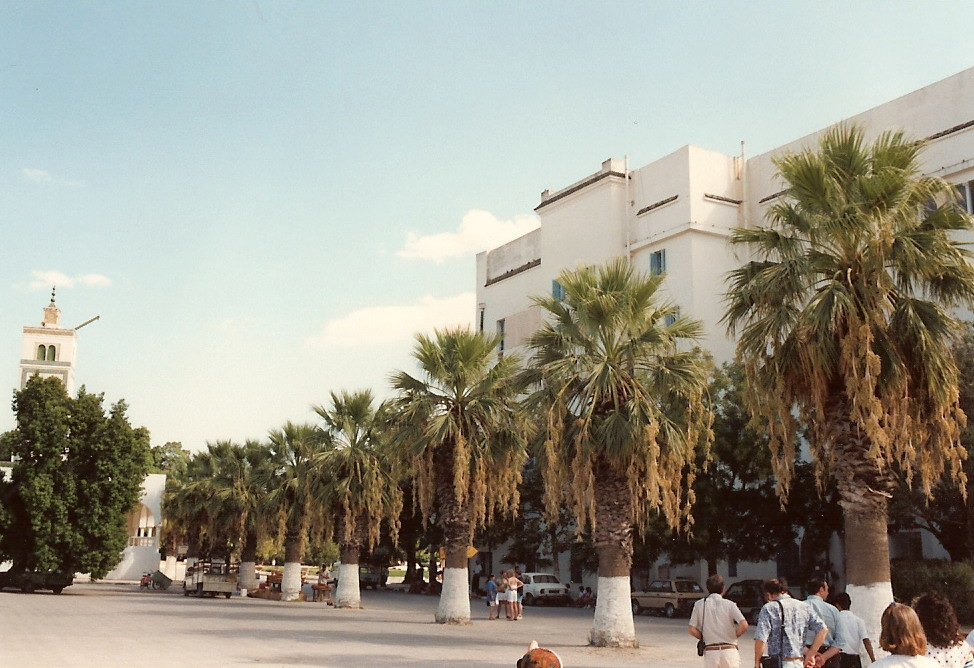
Tunis – Muzeul Bardo (vedere din exterior)
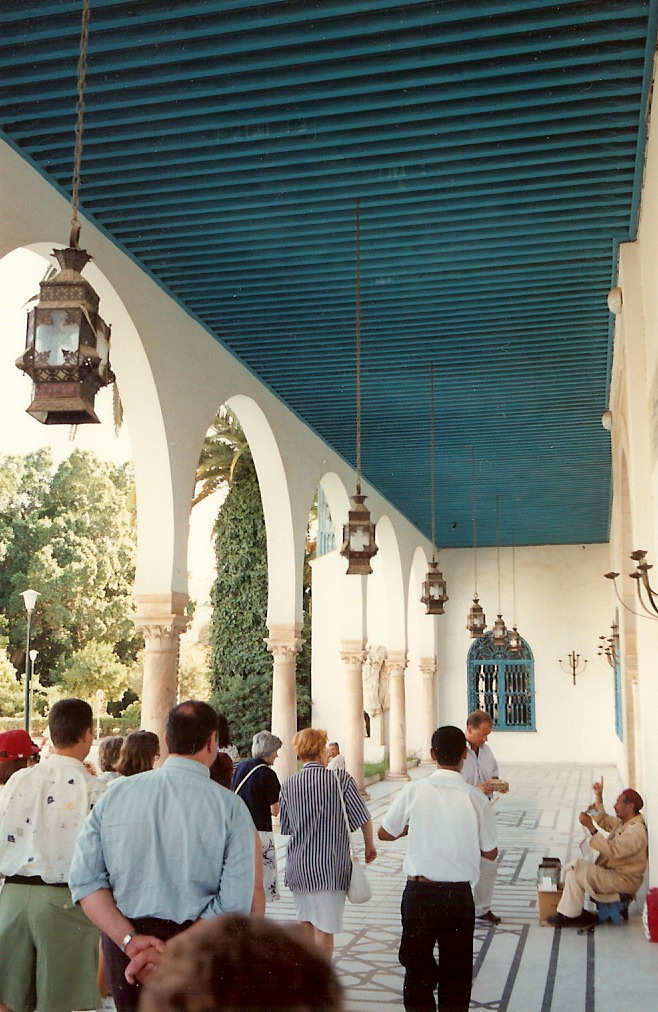
Tunis – Muzeul Bardo (culoarul de intrare)
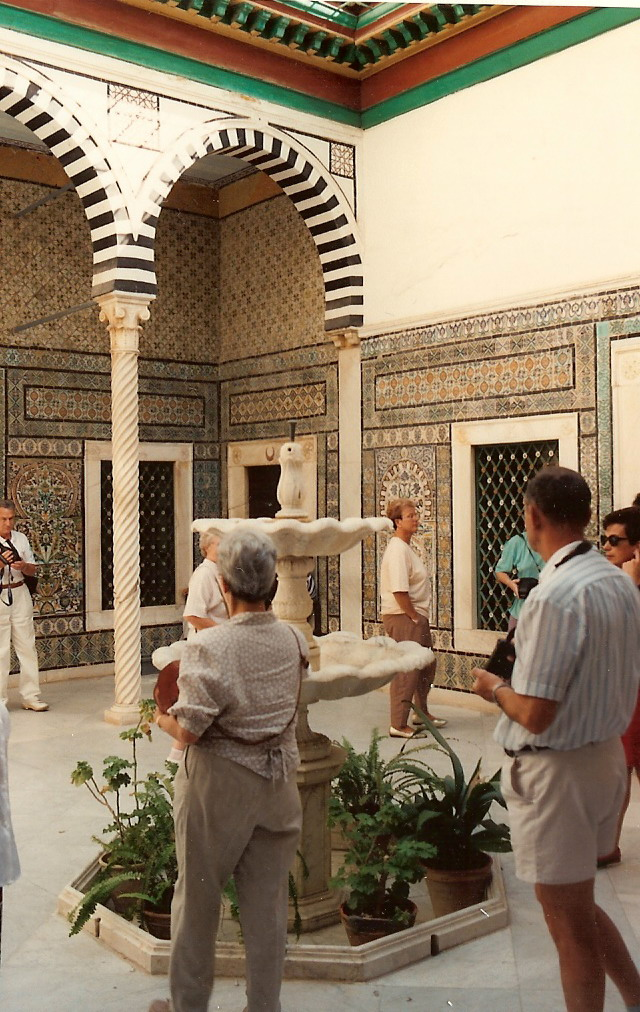
Tunis – Muzeul Bardo (curtea interioară)
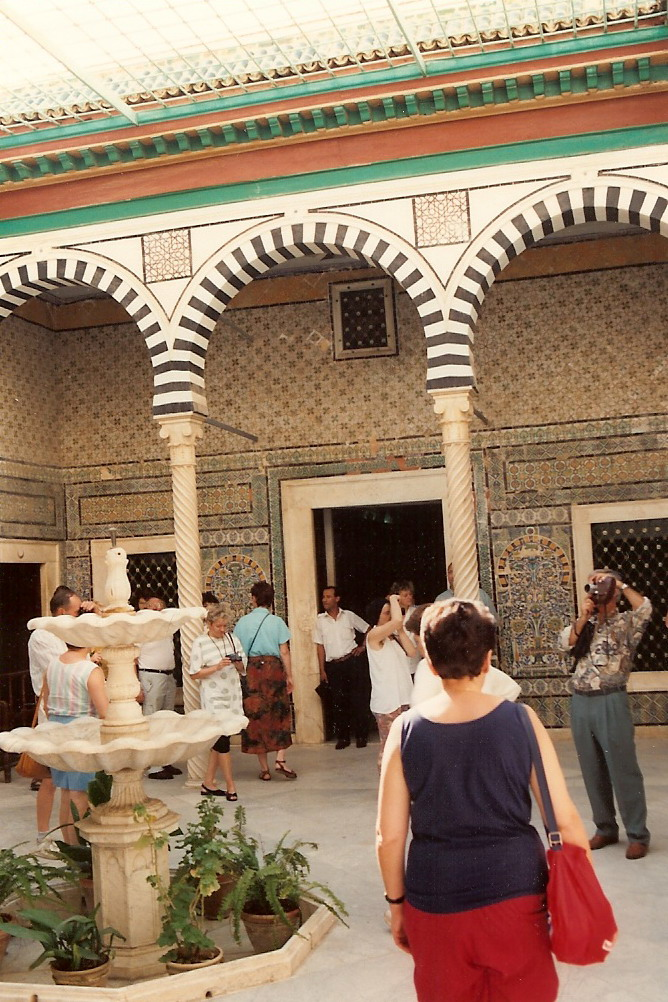
Tunis – Muzeul Bardo (curtea interioară)
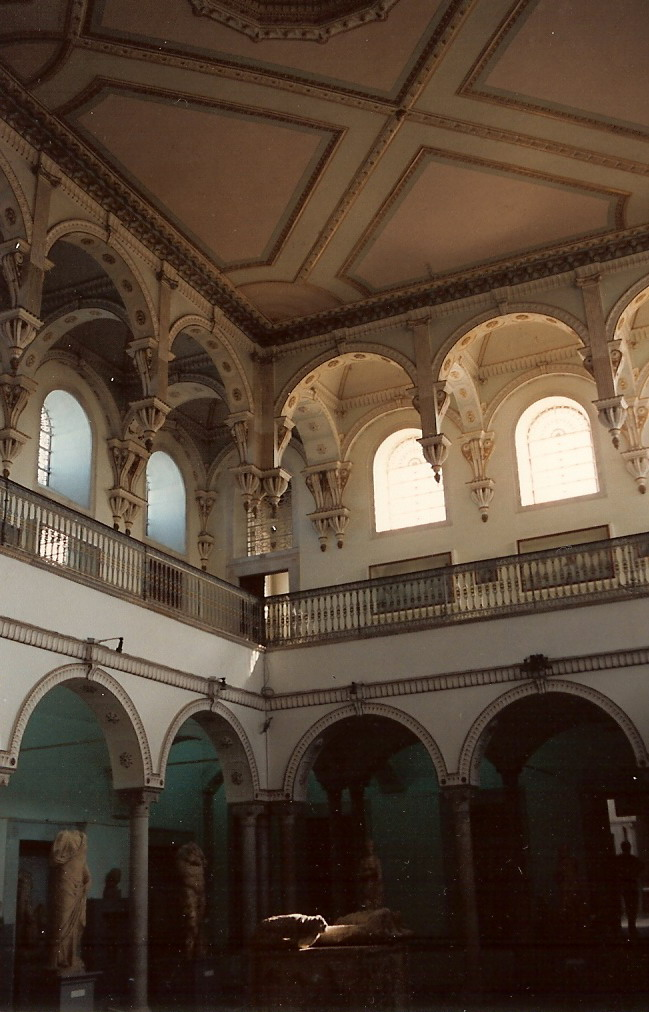
Tunis – Muzeul Bardo (sala statuilor)
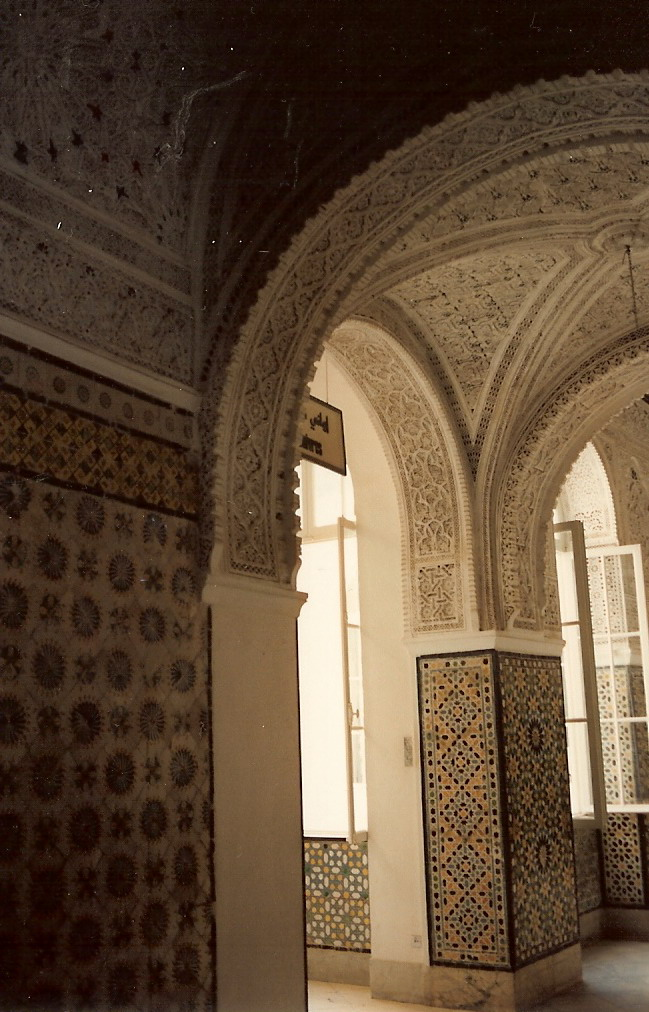
Tunis – Muzeul Bardo (arhitectură interioară maură)
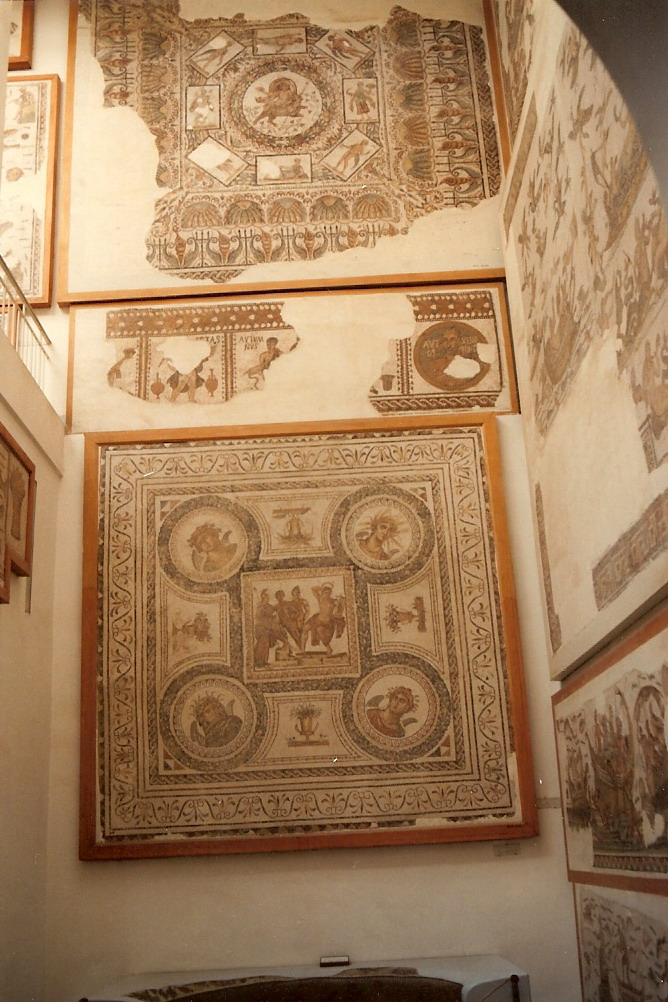
Tunis – Muzeul Bardo (mozaicuri romane)
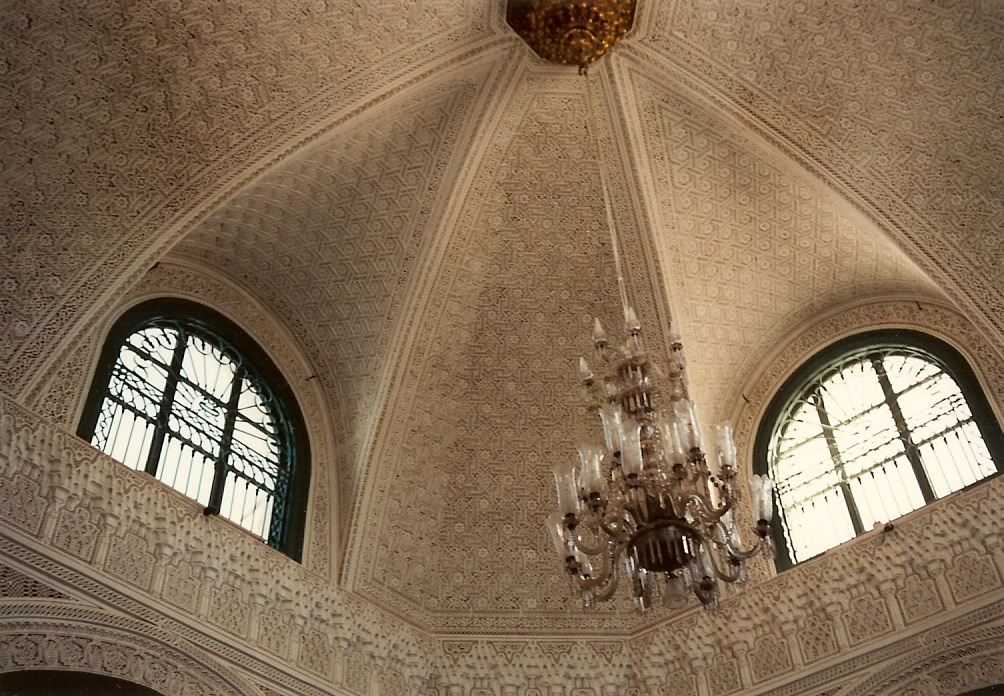
Tunis – Muzeul Bardo (tavanul unei săli)

## Legături externe
- Muzeul Național Bardo